# Mount McClintock
Der Mount McClintock ist mit einer Höhe von 3490 m (nach australischen Angaben 3492 m) der höchste Berg im Australischen Antarktis-Territorium. In der Britannia Range des Transantarktischen Gebirges ragt er am südlichen Ende des Gebirgskamms Forbes Ridge und 10 km östlich des Mount Olympus auf.
Teilnehmer der Discovery-Expedition (1901–1904) benannten ihn nach dem britischen Admiral Sir Leopold McClintock (1819–1907), Mitglied des Komitees zur Ausrüstung des Expeditionsschiffs. McClintock trug überdies zur Klärung des Schicksals der verschollenen Franklin-Expedition zur Suche nach der Nordwestpassage bei, die alle Teilnehmer das Leben kostete.